# ویکتور والدپنیاس
ویکتور والدپنیاس (انگلیسی: Víctor Valdepeñas؛ زادهٔ ۲۰ اکتبر ۲۰۰۶) بازیکن فوتبال اهل اسپانیا است.
وی همچنین در تیم ملی فوتبال زیر ۱۹ سال اسپانیا بازی کرده است.